# Troudolioub
 (décembre 2019).
Troudolioub (en ukrainien : Трудолюб) est une commune rurale de l'oblast de Poltava, en Ukraine, dans le raïon de Myrhorod. Elle est située à 5 km au nord-ouest de Myrhorod. Sa population s'élevait à 517 habitants en 2001.

## Armoiries
Les armoiries et le gonfalon de Troudolioub furent adoptés le 18 mars 2008. 